# 东伊朗语支

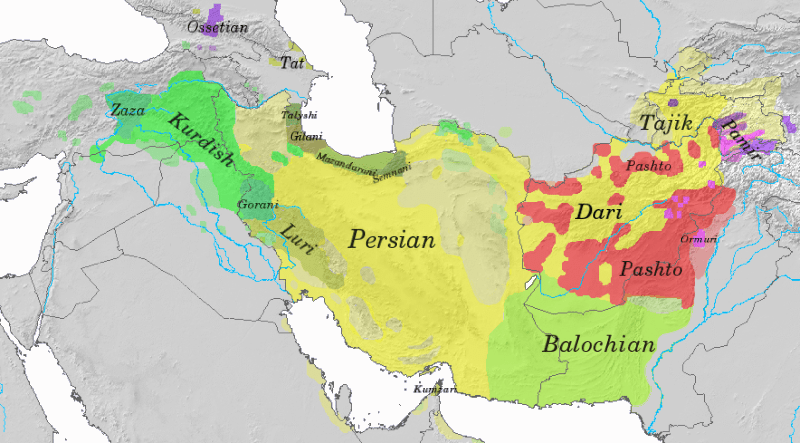
現代伊朗语支地圖，东伊朗语用红色/紫色阴影表示（普什图语、奥塞梯语、帕米尔语、奥尔穆里语）

东伊朗语支是的伊朗语支的一个語支，出现于中古伊朗语时期（公元前四世纪到公元九世纪）。阿維斯陀語通常被归为早期东伊朗语。与西伊朗语支不同，中古伊朗语时期的东伊朗语支语言保留了词尾音节。
现存最大的东伊朗语是普什图语，在阿富汗的阿姆河和巴基斯坦的印度河之间有大约4000-6000万人使用。第二大东伊朗语支语言是奧塞梯語 ，大约有600,000 人使用。所有其他语言的使用者总和不到200,000人。
大多数现存的东伊朗语支语言都在邻近的地区使用：阿富汗南部和东部以及巴基斯坦西部的邻近地区，塔吉克斯坦东部的山地巴达赫尚自治州，以及新疆维吾尔自治区的最西部地区。在与上述地区相距甚远的地方还有两个现存的成员：塔吉克斯坦西北部的雅格诺比语（源自粟特语），以及高加索地区的奥塞梯语（源自斯基泰-萨尔马提亚语，因此即使其位置偏远，但仍被归类为东伊朗语）。这些语言是公元前1世纪横跨中亚大部分地区、高加索部分地区、东欧和西亚的巨大民族-语言连续体（被称作斯基提亚）的遗迹。东欧的东伊朗连续体由斯基泰人的继承人萨尔马提亚人持续到公元4世纪。

## 历史
西伊朗语被认为是在公元前2世纪后期，即阿维斯陀语分化后不久从原始伊朗语中分化出来。这一过程可能发生于雅兹文化。东伊朗语紧随其后，并取代了安德罗诺沃文化使用的原始伊朗语。
由于希腊人在中亚的存在，这些语言中一些位于最东端的语言在中古伊朗语阶段被记录下来（因此被归于“东部”分类），而从今日哈萨克斯坦向西穿过东欧大草原延伸至乌克兰的斯基泰-萨尔马提亚语言连续体则几乎没有记录留存。一些学者发现东伊朗人对俄罗斯民间文化产生了影响。

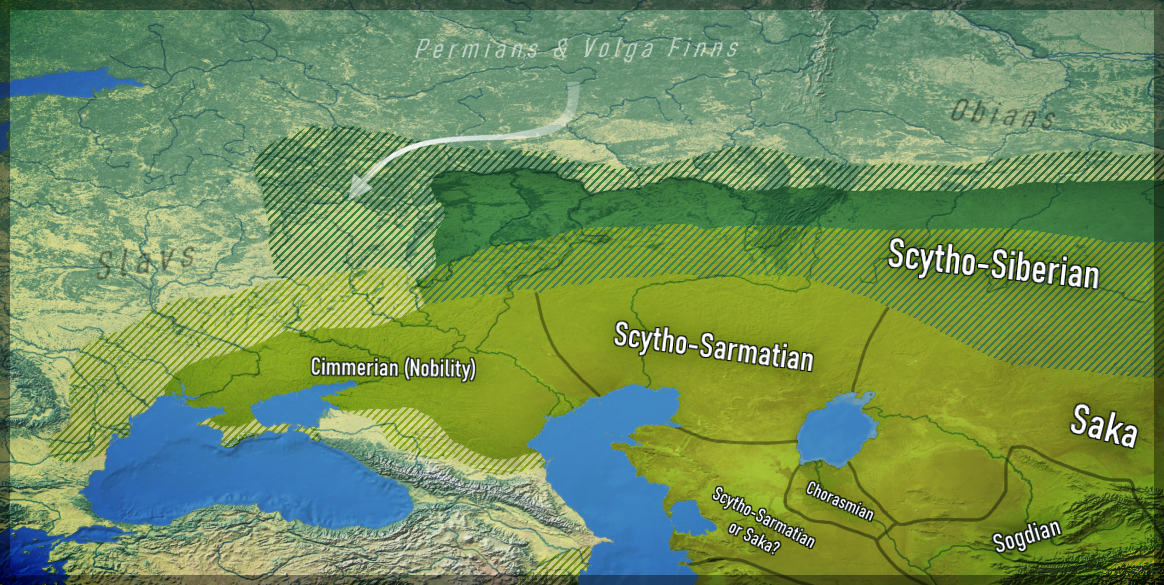
铁器时代中亚东北伊朗人群体地图。以绿色突出显示。

中古波斯语（达里语）在阿拉伯征服后和伊斯兰-阿拉伯统治期间传播到阿姆河地区、阿富汗和呼罗珊。为了书写波斯语，塔希尔王朝在9世纪的呼罗珊完成了用阿拉伯文取代巴列维字母的工作。波斯达里语传播开来，导致包括巴克特里亚语和花剌子模语在内的东伊朗语的灭绝。今日，在中亚主要讲波斯语的塔吉克人中，只有少部分人操粟特语的后代雅格诺比语。这似乎是由于入侵中亚的阿拉伯-伊斯兰军队中有大量讲波斯语的人，以及后来统治该地区的穆斯林国家（如萨曼王朝）。萨曼王朝将波斯语根植在中亚。

## 分类
东伊朗语支在很大程度上是一个享有共同创新的方言连续体。传统分类法，如“东北伊朗语团”，甚至东伊朗语支本身，更适合被视为语言地区而非共祖群体。
东伊朗语支包含语言如下：
上古伊朗语
- 东北：斯基泰语、古塞语†，等等
- 中部伊朗语：阿维斯陀语†（约公元前1000年—公元前7世纪）

阿维斯陀语有时被归入东伊朗语支，但在21世纪的分类中并未被归类为某个分支。
中古伊朗语
- 巴克特里亚语†，约公元前4世纪—公元9世纪
- 花剌子模语†，约公元前4世纪—公元13世纪
- 粟特语†，约公元4世纪
- 斯基泰-于阗语†（约公元5世纪—10世纪）和图木舒克语†（前身为玛热勒巴什语，公元7世纪）
- 斯基泰-萨尔马提亚语†，约公元前8世纪

现代伊朗语（新伊朗语）
- 普什图语（方言：北部（英语：Northern Pashto）、南部（英语：Southern Pashto）、中部（英语：Central Pashto），等等（英语：Pashto dialects））
  - 瓦涅茨语（英语：Wanetsi）
- 帕米尔语言
  - 北帕米尔
    - 万吉语（英语：Vanji language）†
    - 亚兹古洛姆语（英语：Yazghulami language）
    - 舒格南语
      - 通用舒格南语
      - 奥罗硕尔方言（英语：Oroshori dialect）
      - 鲁善语（英语：Rushani language）
      - 胡夫语（英语：Khufi language）
      - 巴尔坦吉语

    - 色勒库尔语

  - 桑格勒奇-伊什科希姆语
    - 桑格莱奇语（英语：Sanglechi language）
    - 伊什科希姆语（英语：Ishkashimi language）

  - 瓦罕语
- 蒙吉-伊德加语
  - 蒙吉语（英语：Munji language）
  - 伊德加语（英语：Yidgha language）
- 奥尔穆尔-帕拉奇语
  - 奥尔穆尔语（英语：Ormuri）
  - 帕拉奇语
- 北部
  - 雅格诺比语
  - 奥塞梯语（方言：伊龙（英语：Iron Ossetian）、季戈尔（英语：Digor Ossetian）、杰西克（英语：Jassic dialect）†）

## 特点
东伊朗语受到了广泛的音变（如t͡ʃ > ts）的影响。
| 汉语 | 阿维斯陀语 | 普什图语 | 蒙吉语 | 桑格莱奇语 | 瓦罕语 | 舒格南语 | 帕拉奇语 | 奥尔穆尔语 | 雅格诺比语 | 奥塞梯语 |
| ---- | ---------- | -------- | ------ | ---------- | ------ | -------- | -------- | ---------- | ---------- | -------- |
| 一   | aēva-      | yaw      | yu     | vak        | yi     | yiw      | žu       | sō         | ī          | iu       |
| 四   | t͡ʃaθwārō   | tsalṓr   | t͡ʃfūr  | tsəfúr     | tsībɨr | tsavṓr   | t͡ʃōr     | tsār       | (tafṓr)1   | cyppar   |
| 七   | hapta      | ōwə      | ōvda   | ōvδ        | ɨb     | ūvd      | hōt      | wō         | aft        | avd      |

1. 由于重音的变化，这个词的开头音节在雅格诺比语中完全丢失了

### 浊塞音的弱化
大多数东伊朗语的共同特点是浊塞音*b、*d、*g的弱化相当普遍。在元音之间，这三个辅音的弱化在大多数西伊朗语中也很常见；但在东伊朗语中，单词词首的辅音会擦化。然而，这种现象在阿维斯陀语中并不明显，在奥尔穆尔-帕拉奇语中并不存在。
*b > *β、*d > *ð、*g > *ɣ三个擦化可以被认为是第一阶段。浊软颚擦音/ɣ/被大部分语言保留下来。唇音也被较好地保留下来，但在大多数语言中已经由浊双唇擦音/β/变为浊唇齿擦音/v/。事实证明，齿音是最不稳定的：尽管浊齿擦音/ð/在一些帕米尔语中被保留下来，但在普什图语和蒙吉语中，它被简化为/l/。另一方面，在雅格诺比语和奥塞梯语中，这一发展似乎发生了逆转，导致了浊塞音/d/的重新出现。（这两种语言也发生了更早的*θ > /t/。）
| 汉语 | 阿维斯陀语 | 普什图语 | 蒙吉语    | 桑格莱奇语 | 瓦罕语 | 舒格南语 | 帕拉奇语 | 奥尔穆尔语 | 雅格诺比语 | 奥塞梯语 |
| ---- | ---------- | -------- | --------- | ---------- | ------ | -------- | -------- | ---------- | ---------- | -------- |
| 十   | dasa       | las      | los / dā1 | dos        | δas    | δis      | dōs      | das        | das        | dæs      |
| 牛   | gav-       | ɣwā      | ɣṓw       | uɣūi       | ɣīw    | žōw      | gū       | gioe       | ɣōw        | qug      |
| 兄弟 | brātar-    | wrōr     | vəróy     | vrūδ       | vīrīt  | virṓd    | byā      | (marzā2)   | virṓt      | ærvad3   |

辅音簇*ft和*xt也广泛弱化，尽管奥尔穆尔-帕拉奇语（可能还包括雅格诺比语）也未发生此变化。

### 外部影响
邻近的印度-雅利安语支对最近的东伊朗语产生了广泛的外部影响。这一点从卷舌音（普什图语、瓦罕语、桑格莱奇语、于阗语等）和送气音（于阗语、帕拉奇语和奥尔穆尔语）的发展中可见一斑。一个更局部的音变是卷舌擦音ṣ̌ [ʂ]变为x̌ [x]或x [χ]，这可以在舒格南-亚兹古洛姆分支和普什图语的某些方言中发现。以“肉”为例：瓦罕语中为ɡuṣ̌t，南普什图语中为γwaṣ̌a，但在舒格南语中变为guxt，在中普什图语和北普什图语中变为γwax̌a。